# (6223) Dahl
(6223) Dahl est un astéroïde de la ceinture principale.

## Description
(6223) Dahl est un astéroïde de la ceinture principale. Il fut découvert le 3 septembre 1980 à l'Observatoire Kleť par Antonín Mrkos. Il présente une orbite caractérisée par un demi-grand axe de 2,73 UA, une excentricité de 0,12 et une inclinaison de 3,9° par rapport à l'écliptique.

## Compléments